# Oncotophasma
Oncotophasma is een geslacht van Phasmatodea uit de familie Diapheromeridae. De wetenschappelijke naam van dit geslacht is voor het eerst geldig gepubliceerd in 1904 door Rehn.

## Soorten
Het geslacht Oncotophasma omvat de volgende soorten:
- Oncotophasma armatum (Brunner von Wattenwyl, 1907)
- Oncotophasma coxatum (Brunner von Wattenwyl, 1907)
- Oncotophasma limonense Zompro, 2007
- Oncotophasma maculosum Zompro, 2007
- Oncotophasma martini (Griffini, 1896)
- Oncotophasma modestum (Brunner von Wattenwyl, 1907)
- Oncotophasma podagricum (Stål, 1875)
- Oncotophasma weitschati Zompro, 2007